# KNVB Beker 1976/77
De 59ste editie van de KNVB Beker kende FC Twente als winnaar. Het was de eerste keer dat de club de beker in ontvangst nam. FC Twente versloeg PEC Zwolle in de finale.

## Eerste ronde
| Datum           | Wedstrijd                      | Uitslag                    | Scoreverloop |
| --------------- | ------------------------------ | -------------------------- | --- |
| 9 oktober 1976  | MVV – IJsselmeervogels         | 6 – 0 (1 – 0)              | 15' Janusz Kowalik 1-0, 51' Janusz Kowalik 2-0, 56' Leo Kerstges 3-0, 67' Willy Brokamp 4-0, 76' Jo Quaden 5-0, 81' Jo Bonfrère 6-0 |
| 9 oktober 1976  | De Zwervers – Noordwijk        | 2 – 1 (1 – 1)              | 2' Wim van der Graaff 1-0, 9' Ruud Bröring 1-1, 86' Chris Bosveld 2-1 |
| 10 oktober 1976 | FC Dordrecht – Limburgia       | 1 – 0 (0 – 0)              | 74' Karel Snijders 1-0 |
| 10 oktober 1976 | Excelsior – SC Amersfoort      | 3 – 0 n.v.                 | 93' John van Diggele 1-0, 100' John van Diggele 2-0, 115' John van Diggele 3-0 |
| 10 oktober 1976 | Fortuna SC – CVV               | 4 – 2 n.v. (1 – 1) (1 – 0) | 22' Hans Engbersen 1-0, 76' Maarten Polderman 1-1, 92' Rob Hutting 2-1, 102' Hans Engbersen 3-1, 109' Arie van der Sluis 3-2, 116' Jan Benen 4-2 |
| 10 oktober 1976 | Heerenveen – Rheden            | 2 – 1 n.v. (1 – 1) (1 – 0) | 36' Jan Rorije 1-0, 51' Wim Zweers 1-1, 118' Yme Boersma 2-1 |
| 10 oktober 1976 | Helmond Sport – SVV            | 0 – 2 (0 – 1)              | 28' Slobodan Dutina 0-1, 84' Wim Mulder 0-2 |
| 10 oktober 1976 | SC Heracles – Weber Germanicus | 0 – 1 (0 – 0)              | 73' Bert de Vries 0-1 |
| 10 oktober 1976 | RKC – PEC Zwolle               | 3 – 3 n.v. (3 – 3) (2 – 1) | 25' Rudy Mulders (pen) 1-0, 35' Tonny van de Bosch 2-0, 36' Jan Hendriksen 2-1, 50' Peter Gerards (pen) 2-2, 64' Ad Brekelmans 3-2, 66' Yuri Banhoffer 3-3 PEC Zwolle wint na strafschoppen                                                                     |
| 10 oktober 1976 | SC Veendam – FC Den Bosch      | 1 – 2 (0 – 1)              | 25' Louis Burhenne 0-1, 50' Jan Peters 0-2, 65' Johan Vlietstra (pen) 1-2 |
| 10 oktober 1976 | Vitesse – RVC                  | 10 – 0 (6 – 0)             | 2' Henk (Charly) Bosveld 1-0, 5' Henk (Charly) Bosveld (pen) 2-0, 15' Boško Bursać 3-0, 21' Herman Veenendaal 4-0, 27' Herman Gerdsen 5-0, 29' Bert Kip 6-0, 47' Boško Bursać 7-0, 55' Herman Gerdsen 8-0, 76' Henk (Charly) Bosveld 9-0, 85' Boško Bursać 10-0 |
| 10 oktober 1976 | FC Vlaardingen – FC Groningen  | 2 – 4 n.v. (2 – 2) (0 – 2) | 20' Jan Schipper 0-1, 35' Jan van Dijk 0-2, 85' Frans Stans 1-2, 87' Kees Zwamborn 2-2, 103' Johan Fühler 2-3, 104' Henk Schoonbeek 2-4 |
| 10 oktober 1976 | Volendam – Wageningen          | 2 – 4 (1 – 2)              | 2' John Frandsen 0-1, 25' Jan Plat 1-1, 40' Richard Budding 1-2, 59' Fred André 2-2, 65' Stanley Bish 2-3, 83' Jan Menting 2-4 |
| 10 oktober 1976 | Willem II – SC Cambuur         | 0 – 0 n.v.                 | Willem II wint na strafschoppen |

## Tweede ronde
| Datum            | Wedstrijd                     | Uitslag                    | Scoreverloop |
| ---------------- | ----------------------------- | -------------------------- | --- |
| 20 november 1976 | MVV – De Zwervers             | 4 – 1 (1 – 0)              | 35' Jo Bonfrère 1-0, 51' Wim van der Graaff 1-1, 70' Toon Nelemans 2-1, 72' Toon Nelemans 3-1, 81' Jo Quaden 4-1                                                      |
| 20 november 1976 | NAC – Heerenveen              | 1 – 0 (0 – 0)              | 90' Ad Krijnen 1-0 |
| 20 november 1976 | PSV – Fortuna SC              | 1 – 0 (1 – 0)              | 1' Willy van de Kerkhof 1-0 |
| 20 november 1976 | FC Twente – Go Ahead Eagles   | 2 – 1 (1 – 1)              | 9' Piet Wildschut 1-0, 17' Cees van Kooten 1-1, 88' Theo Pahlplatz 2-1                                                                                                |
| 21 november 1976 | FC Amsterdam – Excelsior      | 0 – 0 n.v.                 | Excelsior wint na strafschoppen |
| 21 november 1976 | AZ '67 – Sparta               | 1 – 0 n.v.                 | 100' Kristen Nygaard (p) 1-0 |
| 21 november 1976 | FC Den Bosch – FC Groningen   | 0 – 0 n.v.                 | FC Groningen wint na strafschoppen |
| 21 november 1976 | FC Den Haag – FC VVV          | 3 – 0 (1 – 0)              | 34' Henk van Leeuwen 1-0, 55' Aad Mansveld 2-0, 69' Roger Albertsen 3-0                                                                                               |
| 21 november 1976 | Feyenoord – Eindhoven         | 1 – 0 n.v.                 | 106' Michel van de Korput 1-0 |
| 21 november 1976 | De Graafschap – N.E.C.        | 2 – 0 (1 – 0)              | 40' Guus Hiddink 1-0, 80' Adri Nanlohy 2-0 |
| 21 november 1976 | Haarlem – Roda JC             | 0 – 2 (0 – 0)              | 65' Dick Nanninga 0-1, 80' Peter de Wit 0-2 |
| 21 november 1976 | PEC Zwolle – FC Dordrecht     | 2 – 0 (1 – 0)              | 12' Rinus Israël 1-0, 48' Ype Hamming 2-0 |
| 21 november 1976 | SVV – Willem II               | 1 – 1 n.v. (1 – 1) (0 – 1) | 45' Frans Janssen 0-1, 70' Fred Meerhof 1-1 Willem II wint opnieuw na strafschoppen                                                                                   |
| 21 november 1976 | Telstar – Vitesse             | 3 – 1 (3 – 0)              | 30' Dick Helling 1-0, 37' Frank Kramer 2-0, 38' Ton Kamphues 3-0, 71' Willy Veenstra (pen) 3-1                                                                        |
| 21 november 1976 | FC Utrecht – Ajax             | 2 – 1 (0 – 1)              | 38' Johan Zuidema 0-1, 56' Joop van Maurik (pen) 1-1, 80' Jan Streuer 2-1                                                                                             |
| 21 november 1976 | Wageningen – Weber Germanicus | 6 – 1 (4 – 1)              | 3' Bert de Vries 0-1 12' Peter van der Ley 1-1, 32' Ben Tomas 2-1, 41' Richard Budding 3-1, 42' Richard Budding 4-1, 85' Jan Groenendijk 5-1, 88' Jan Groenendijk 6-1 |

## Derde ronde
| Datum            | Wedstrijd                 | Uitslag                    | Scoreverloop |
| ---------------- | ------------------------- | -------------------------- | --- |
| 16 februari 1977 | MVV – Willem II           | 2 – 1 (1 – 1)              | 25' Chris Dekker 1-0, 44' Henk van Rooij 1-1, 57' Jo Bonfrère (pen) 2-1                                           |
| 16 februari 1977 | PSV – Wageningen          | 3 – 2 (1 – 1)              | 12' Stanley Bish 0-1, 19' Ralf Edström 1-1, 64' Dick van der Wulp 1-2, 79' Ralf Edström 2-2, 90' Ralf Edström 3-2 |
| 16 februari 1977 | FC Twente – Feijenoord    | 1 – 0 (1 – 0)              | 6' Piet Wildschut 1-0                                                                                             |
| 16 februari 1977 | FC Utrecht – FC Groningen | 0 – 1 (0 – 0)              | 62' Peter Eimers 0-1                                                                                              |
| 18 februari 1977 | Roda JC – AZ '67          | 0 – 1 n.v.                 | 117' Willem van Hanegem 0-1                                                                                       |
| 19 februari 1977 | De Graafschap – NAC       | 1 – 2 n.v. (1 – 1) (1 – 0) | 9' Sietze Veen 1-0, 70' Josip Mohorović 1-1, 112' Josip Mohorović 1-2                                             |
| 20 februari 1977 | FC Den Haag – Excelsior   | 1 – 1 n.v. (1 – 1) (0 – 1) | 37' John van Diggele 0-1, 87' Cees van de Munnik (e.d.) 1-1 FC Den Haag wint na strafschoppen                     |
| 20 februari 1977 | PEC Zwolle – Telstar      | 2 – 1 n.v. (0 – 0)         | 92' Ronald Hendriks 1-0, 94' Jos Jonker 1-1, 116' Tjeerd van 't Land 2-1                                          |

## Kwartfinales
| Datum        | Wedstrijd             | Uitslag                    | Scoreverloop                                                                                  |
| ------------ | --------------------- | -------------------------- | --------------------------------------------------------------------------------------------- |
| 9 maart 1977 | FC Den Haag – PSV     | 1 – 1 n.v. (1 – 1) (0 – 1) | 36' Willy van der Kuijlen 0-1, 65' Oeki Hoekema 1-1 FC Den Haag wint opnieuw na strafschoppen |
| 9 maart 1977 | FC Groningen – AZ '67 | 1 – 2 n.v. (1 – 1) (0 – 1) | 11' Kristen Nygaard 0-1, 69' Henk Veldmate (p) 1-1, 100' Kees Kist 1-2                        |
| 9 maart 1977 | PEC Zwolle – MVV      | 1 – 0 (1 – 0)              | 39' Niels Sørensen 1-0                                                                        |
| 9 maart 1977 | FC Twente – NAC       | 1 – 0 (1 – 0)              | 40' Ab Gritter 1-0                                                                            |

## Halve finales
| Datum                              | Wedstrijd                | Uitslag                    | Scoreverloop                                                                      |
| ---------------------------------- | ------------------------ | -------------------------- | --------------------------------------------------------------------------------- |
| 27 april 1977 terrein FC Utrecht   | FC Den Haag – PEC Zwolle | 1 – 2 n.v. (1 – 1) (1 – 0) | 13' Aad Mansveld 1-0, 47' Uiltje (Koko) Hoekstra 1-1, 107' Tjeerd van 't Land 1-2 |
| 27 april 1977 terrein FC Den Bosch | FC Twente – AZ '67       | 1 – 0 n.v.                 | 97' Piet Wildschut 1-0                                                            |

## Finale
Na 90 minuten was de stand nog steeds 0–0. FC Twente scoorde in de verlenging driemaal en won daarmee de eerste trofee in de clubgeschiedenis. De laatste goal werd gescoord door Jan Jeuring, voor wie het ook zijn afscheidswedstrijd was. De beker werd uitgereikt door Prins Bernhard, die (het was slechts een half jaar na de Lockheed-affaire) door een groot deel van het publiek werd uitgefloten.
|                               |                                                          |                     |            |                                                                             |
| 19 mei 1977 Finale KNVB Beker | FC Twente                                                | 3 – 0 Na verlenging | PEC Zwolle | Goffertstadion, Nijmegen Toeschouwers: 26.000 Scheidsrechter: Cees de Bruin |
| 19 mei 1977 Finale KNVB Beker | Epi Drost 95' Arnold Mühren 105' (pen.) Jan Jeuring 110' |                     |            | Goffertstadion, Nijmegen Toeschouwers: 26.000 Scheidsrechter: Cees de Bruin |

| FC Twente      |  |                   |                           |
|                |  |                   |                           |
| DM             |  | André van Gerven  |                           |
|                |  | Kees van Ierssel  |                           |
|                |  | Niels Overweg     |                           |
|                |  | Epi Drost         |                           |
|                |  | Harry Bruggink    |                           |
|                |  | Frans Thijssen    |                           |
|                |  | Kick van der Vall |                           |
|                |  | Arnold Mühren     |                           |
|                |  | Piet Wildschut    |                           |
|                |  | Ab Gritter        | Werd van het veld gehaald |
|                |  | Hallvar Thoresen  | Werd van het veld gehaald |
| Wisselspelers: |  |                   |                           |
|                |  | Theo Pahlplatz    | Werd in het veld gebracht |
|                |  | Jan Jeuring       | Werd in het veld gebracht |
| Trainer:       |  |                   |                           |
| Spitz Kohn     |  |                   |                           |

| PEC Zwolle     |  |                    |                           |
|                |  |                    |                           |
| DM             |  | Bob Nieuwenhout    |                           |
|                |  | Klaas Drost        |                           |
|                |  | Rinus Israël       |                           |
|                |  | Ben Hendriks       |                           |
|                |  | Henk Warnas        |                           |
|                |  | Koko Hoekstra      | Werd van het veld gehaald |
|                |  | Niels Sørensen     |                           |
|                |  | René IJzerman      | Werd van het veld gehaald |
|                |  | Ronald Hendriks    |                           |
|                |  | Yuri Banhoffer     |                           |
|                |  | Jan Hendriksen     |                           |
| Wisselspelers: |  |                    |                           |
|                |  | Bjarne Petersen    | Werd in het veld gebracht |
|                |  | Tjeerd van 't Land | Werd in het veld gebracht |
| Trainer:       |  |                    |                           |
| Hans Alleman   |  |                    |                           |

| KNVB Beker 1976/77     |
| ---------------------- |
| FC Twente Eerste titel |